# Sveriges banksystem
Sveriges banksystem är ett kreditbaserat ekonomiskt system där ett antal aktörer säljer bank- och finanstjänser med vinstsyfte och förutom detta även gör affärer "för egen räkning". 
Systemet består huvudsakligen av privata affärsbanker med storbankerna Nordea, SEB, Handelsbanken och Swedbank som dominerande aktörer. Antalet sysselsatta i finanssektorn, där förutom bankerna även försäkringsföretag, fondbolag och bostadsinstitut inkluderas, är omkring 100 000 personer, dock med ett stort spann beroende på hur man räknar. Sektorn svarar för över fyra procent av Sveriges BNP. Storbankerna, eller de stora bankgrupperna, har sedan mitten av 1990-talet utvecklats till finansiella koncerner med betydande internationell verksamhet. 
Vid sidan om den traditionella bankverksamheten har livförsäkring, fondförvaltning och bolån fått allt större betydelse för dessa dominerande aktörer. De har även expanderat internationellt, speciellt inom Norden och Baltikum. 2010 fanns totalt 114 banker i Sverige, varav 33 svenska bankaktiebolag, 3 utländska bankaktiebolag, 26 utländska bankers filialer, 50 sparbanker och två medlemsbanker. Riksbanken, Sveriges centralbank, ansvarar för att Sverige har ett stabilt penningvärde och att betalningssystemet är säkert och effektivt. Kärnan i betalningssystemet är RIX, ett system med digitala kontanter på Riksbanken. Basel III är det internationella regelverket för banker, vilket också Sverige lyder under. För tillsyn, regler och övervakning av bank- och finanssektorn svarar Finansinspektionen. 
Debatter om banksystemet handlar om allt från dess roll för den ekonomiska tillväxten till utvecklingen av privatskulder och ett allt mer kontantlöst samhälle.

## Historik och huvudaktörer

### Riksbanken
Palmstruchska banken eller officiellt Stockholm Banco grundades 1656 och var Sveriges första bank. Banken var en imitation av utländska affärsbanker och tanken var att det skulle vara ett privat bankföretag. Istället blev det en statsinstitution som styrdes av funktionärer utsedda av regeringen. Banken gick omkull 1668 varvid den köptes upp av Sveriges riksdag. 1668 grundades Rikets Ständers Bank, delvis som en fortsättning av Stockholms Banco, och den bytte senare namn till Riksbanken. 1897 antogs den första "Riksbankslagen" och i samband med detta även en lag som gav Riksbanken exklusiv rätt att trycka sedlar. Bakom beslutet låg upprepade krav på att de privata bankerna skulle upphöra med att utfärda sedlar då det ansågs att vinsterna från tryckandet av sedlar skulle tillfalla det allmänna. De första rikssedlarna gavs ut av Riksbanken i början av 1900-talet. I samband med bank- och finanskrisen 1992 övergavs växelkursregimen för så kallad inflationsmålspolitik. Denna politik drivs främst genom beslut om den viktigaste styrräntan, reporäntan. Riksbankens oberoende gentemot Riksdagen, har ökat under senare decennier, i likhet med centralbanker världen runt. Detta ökade oberoende har dock, enligt Riksbanken självt, gått hand i hand med ökad öppenhet och transparens. Stefan Ingves, riksbankschef, har också framhållit vikten av att varken stat, annat offentligt organ eller institution inom EU får låna direkt av Riksbanken, eftersom dylikt skulle äventyra penningpolitikens trovärdighet.

### Affärsbanker (bankaktiebolag)

#### Storbankerna
- Handelsbanken, med rötter i Stockholms Handelsbank grundad 1871, är en av Nordens största bankkoncerner. Företaget är noterat på Stockholmsbörsen sedan 1873 och positionen som nordisk storbank har uppnåtts efter flera förvärv, bland annat en räcka mindre banker under 1900-talets första hälft, Skånska banken (1990) och Stadshypotek (1997). Bankstrukturen har sedan början av 1970-talet starkt decentraliserad med stark ställning för de lokala kontoren.[5]

- Skandinaviska Enskilda Banken AB (SEB), en bankkoncern med rötter i Stockholms Enskilda Bank grundad 1856 och vars nuvarande form skapades 1972 genom samgåendet med Skandinaviska Banken, är idag en av Sveriges fyra storbanker. Banken kontrolleras av familjen Wallenberg genom dess ägarbolag Investor AB.

- Nordea, en nordisk bankkoncern som etableras år 2000 genom sammanslagning av Merita-Nordbanken, Unibank och Kreditkassen.

- Swedbank, en nordisk bankkoncern som även har stor verksamhet i Baltikum. Rötterna ligger i Sparbanksrörelsen (se mer nedan).

- Danske Bank, en dansk bank som sedan 1997 verkar i Sverige[6] efter ett uppköp av Östgöta Enskilda Bank. Banken är den femte största bankrörelsen i Sverige efter de fyra storbankerna[7].

#### Störst efter omslutning
De största affärsbankerna (universalbanker) efter balansomslutning verkande i Sverige, enligt Svensk bankförenings rapport "Bank- och finansstatistik 2011". Alla penningsiffror är angivna i miljoner kronor, mkr.
| Nr |
| -- |
| 1  |
| 2  |
| 3  |
| 4  |
| 5  |
| 6  |
| 7  |
| 8  |
| 9  |
| 10 |
| 11 |
| 12 |
| 13 |

| Svenska bankaktiebolag | Antal kontor | Antal anställda | Utlåning | Inlåning | Eget kapital            | Balansomslutning |
| ---------------------- | ------------ | --------------- | -------- | -------- | ----------------------- | ---------------- |
| Svenska Handelsbanken  | 461          | 7 086           | 686 827  | 705 565  | 72 657                  | 1 813 261        |
| SEB                    | 170          | 7 653           | 843 651  | 607 454  | 71 304                  | 1 787 744        |
| Nordea                 | 304          | 7 023           | 324 584  | 395 595  | 150 800                 | 1 259 987        |
| Swedbank               | 317          | 8 165           | 342 394  | 459 720  | 62 751                  | 1 155 178        |
| Danske Bank, filial    | 46           | 1 256           | 291 453  | 137 539  | &&&&&&&&&&&&&&00.&&&&-0 | 640 519          |
| SBAB Bank              | 4            | 419             | 32 940   | 8 769    | 7 825                   | 162 648          |
| DNB Bank, filial       | 1            | 288             | 54 494   | 20 493   | &&&&&&&&&&&&&&00.&&&&-0 | 92 226           |
| Länsförsäkringar Bank  | 125          | 97              | 33 400   | 49 766   | 6 352                   | 76 832           |
| Skandiabanken          | 0 (50)       | 827             | 53 393   | 71 302   | 2 844                   | 76 690           |
| Volvofinans Bank       | 1            | 174             | 14 638   | 7 098    | 670                     | 29 476           |
| Sparbanken Öresund     | 35           | 477             | 22 237   | 22 356   | 2 646                   | 28 158           |
| Ikano Bank             | 3            | 291             | 11 616   | 12 661   | 1 802                   | 19 139           |
| Nordnet                | 1            | 183             | 4 630    | 12 887   | 919                     | 14 684           |

### Sparbankerna, jordbrukskassorna och Swedbank
Sveriges första Sparbank grundades år 1820 i Göteborg efter skotsk förebild. Tanken var, likt de internationella sparbankerna, att fattiga människor skulle ha en möjlighet att spara sig ur fattigdomen samt att de vinster bankrörelsen genererade skulle återinvesteras i bankens geografiska närhet. Efter ett riksdagsbeslut 1915 skapades möjligheten för det kooperativa banksystemet. Tanken var framförallt att stötta och utveckla det svenska jordbruket genom ett anpassat kreditsystem. Sveriges första jordbrukskassa bildades i Västerhaninge, söder om Stockholm, 1915. Detta kom att bli grunden för Föreningsbanken som var Sveriges överlägset största kooperativa bank innan den, likt Sparbanken Sverige, omvandlades till en affärsbank 1992. En serie sammanslagningar av Sparbanker under 1980- och 90-talet ledde till att Sparbanken Sverige 1992 omvandlades till ett bankaktiebolag och börsnoterades.
Swedbank AB är en affärsbank, men den har sina rötter i sparbanksrörelsen och i de kooperativa jordbrukskassorna. Banken skapades i sin nuvarande form 1997 genom att Sparbanken Sverige fusionerade med den mindre Föreningsbanken. 2006 genomfördes namnbytet till Swedbank. Swedbank är även ett tidigare namn på Sparbankernas bank och dess rötter kan ur det perspektivet spåras till 1820. I Sverige samverkar banken med ett sextiotal lokala banker, de flesta av dem sparbanker. De största ägarna av Swedbank är Folksam och Sparbanks-Gruppen - Medlemsbanker som utgör Sparbanksintressenter i Swedbank. Under 1990-talet utökades verksamheten i Baltikum och under senare hälften av 2000-talet anklagades banken för att direkt eller indirekt ha medverkat till den baltiska finanskrisen Swedbanks agerande i Östeuropa har i flera fall jämförts med vissa amerikanska bankers ansvar under bankkrisen där.

#### Lista över sparbanker
Listan avser nu verkande svenska sparbanker där det yttersta moderbolaget kan anses svenskt. Även banker som drivs som bankaktiebolag, men som till minst 50 procent ägs av en sparbanksstiftelse är inkluderade.
| Nr |
| -- |
| 1  |
| 2  |
| 3  |
| 4  |
| 5  |
| 6  |
| 7  |
| 8  |
| 9  |
| 10 |

| Svenska sparbanker     | Antal kontor | Antal anställda | Utlåning | Inlåning | Eget kapital | Balansomslutning |
| ---------------------- | ------------ | --------------- | -------- | -------- | ------------ | ---------------- |
| Sparbanken Öresund     | 35           | 477             | 22 237   | 22 356   | 2 646        | 28 158           |
| Sparbanken 1826        | 20           | 272             | 12 351   | 14 814   | 1 379        | 17 279           |
| Färs & Frosta Sparbank | 18           | 240             | 9 870    | 13 018   | 1 701        | 15 012           |
| Sparbanken Nord        | 16           | 190             | 11 369   | 11 958   | 1 156        | 13 720           |
| Sparbanken Sjuhärad    | 11           | 185             | 10 430   | 11 018   | 1 224        | 13 265           |
| Sörmlands Sparbank     | 7            | 180             | 6 457    | 8 030    | 1 570        | 9 762            |
| Varbergs Sparbank      | 8            | 118             | 7 252    | 7 328    | 1 767        | 9 206            |
| Sparbank Syd           | 6            | 144             | 6 807    | 6 356    | 1 070        | 8 450            |
| Sparbanken Alingsås    | 5            | 93              | 6 033    | 6 782    | 1 557        | 8 444            |
| Sparbanken Skaraborg   | 5            | 99              | 5 352    | 6 003    | 1 540        | 7 998            |

### Övergripande trender
Framförallt under 1980- och 1990-talet, men också tidigare och senare, har en rad sammanslagningar och fusioner ägt rum, vilket lett till en oligopolstruktur på banksektorn där de fyra storbankerna har stor dominans. Parallellt med denna utveckling har antalet bankkontor minskat kraftigt, i synnerhet på mindre orter. I början av 1970-talet fanns ca 4500 bankkontor och i mitten av 2000-talet hade antalet sjunkit till omkring 2000. En tredje trend är att kontanterna håller på att försvinna genom att en ökande andel av bankerna helt enkelt inte längre hanterar kontanter. Av storbankerna är det framförallt Swedbank, Nordea och SEB som under senare år drastiskt minskat sin kontantservice. Svenska bankföreningen framhåller å sin sida att löpande banktjänster i ökad grad utförs via internet och telefon liksom att tekniken banat väg för nya banker och därmed ökad konkurrens. De betonar också att fond- och försäkringssparandet ökat liksom det pensionsanknutna sparandet medan obligationssparandet istället minskat. Fondbolagens förening framhåller liknande, bland annat att svenskarnas fondtillgångar fördubblats från början av 2000-talet, då summan låg på ca 900 miljarder kr, till åren runt 2010, då summan låg på ca 1 800 miljarder (med en topp 2010 på över 1 900 miljarder). Bostadspriserna är en annan viktig faktor i relation till banksystemet och dessa har inte minskat i Sverige under senare år till skillnad mot i flera andra länder. Mot bakgrund av detta diskuteras om bostadspriserna är en så kallad bubbla, och om ett fall i priserna kommer framöver.

## Bankerna och finanskriserna
Sverige har drabbats av fyra större finanskriser sedan mitten av 1800-talet. Den första större krisen kom på 1870-talet i samband med den stora upplåningen för järnvägsutbyggnad. Den andra finanskrisen inträffade i efterdyningarna av Första världskriget och har även kallats för deflationskrisen. Kreugerkraschen på 1930-talet är nummer tre och 1990-talets fastighets- och finanskris nummer fyra. Utöver detta har Sverige också påverkats av de senaste årens finanskriser (eller skuldkriser), om än inte i lika hög grad som många andra länder.

### 1990-talskrisen
Under 1990-talets första år genomgick Sverige en svår finanskris, som berörde fastighets- och finansmarknaden samt banksektorn. Krisen har satts i samband med de nya villkor som rådde i bankvärlden sedan några år, särskilt avskaffandet av de kreditmarknadsregleringar som tidigare begränsat utlåningen. Detta beslut innebar att banker och finansinstitut i princip över en natt fick låna ut hur mycket pengar de ville, vilket medförde en stark expansion av utlåningen och stora vinster för bankerna. Bland annat ökade utlåningen till finansbolagen, som blev allt fler, och vilka i sin tur lånade ut till fastighetsbolag. Riksbanken var fast besluten om att försvara den fasta kronkursen, trots massiva spekulativa attacker, men fick till slut ge sig och då framkom det att kostnaden för detta blivit ofantliga 500 miljarder kronor. En bankgaranti infördes 1992, mitt under bankomstöpningen med nedläggningar, delningar och återkapitalisering med statlig hjälp. Huvuddragen i bankkrisen för storbankernas del var följande: 
- Nordbanken (numera Nordea) köptes ut av staten för att förhindra banken att gå omkull. Banken hade år 1989 fusionerats med PKbanken. Staten pumpade in 65 miljarder i affären, dock bedömdes banken ha ett visst värde varför förlusten antas ha kostat skattebetalarna omkring 35 miljarder kronor. Nordbanken köpte därefter den konkursmässiga Gotabanken. När Nordbanken inte klarade kapitaltäckningskravet på 8 % genomfördes en nyemission på 5,2 miljarder kronor, varav staten tecknade 4,2 miljarder. I samband med detta ökade Statens ägarandel från 70 till 77 %. Senare såldes Nordbanken, då i ett bättre börsklimat, och staten återfick en stor del av pengarna.

- SE-banken, begärde först hjälp av staten men då detta inte beviljades ökades istället räntemarginalen, mellan in- och utlåningsräntan. Dessutom bad banken ägarna om mer kapital och gjorde en nyemission på 5.3 miljarder.

- Första Sparbanken drabbades av betydande kreditförluster och uppfyllde ej kapitaltäckningskravet på 8 %, Sparbankernas Bank var villig att garantera likviditetstillförseln varför banken ej initialt behövde stöd från skattebetalarna. Då detta inte visade sig räcka lämnade staten ett borgensåtagande på 4,2 miljarder kronor till sparbanksstiftelsen. Som säkerhet tog staten 70 % av sparbanksstiftelsernas aktier i pant. Slutligen fusionerades Första Sparbanken in i Sparbanken Sverige.

- Föreningsbanken klarade sig relativt helskinnat, men fick del i den så kallade kapitaltäckningsgarantin.

- Handelsbanken var den bank som klarade sig bäst genom krisen och undvek statliga räddningspengar. Men de bad ägarna om mer kapital och gjorde en nyemission på 2.6 miljarder.

### Finanskriserna från 2008 och framåt
År 2008 bröt en omfattande finanskris ut i världen. Krisen initierades av en finansbubbla i USA, framför allt relaterad till marknaden för bostadslån. Sverige påverkades från mitten av 2008, men krisen blev inte lika djup som i USA, vilket satts i samband med att de svenska bankerna dragit lärdom av 1990-talskrisen. Riksbanken har också framhållit följande som viktigt: Att riksgälden gav ut extra statsskuldväxlar och lät bankerna byta ut sina osäkra bostadsobligationer mot dessa säkrare värdepapper, att den statliga bankgarantin utökades kraftigt samt att Riksbanken själv på olika sätt tillförde likviditet till banksektorn (lån på längre tid, lättad policy för säkerheter, så kallade swaplinor med Federal Reserve och ECB för att kunna tillföra utländsk valuta samt nödlån till Carnegie och Kaupthing Sverige). Under tre månader hösten 2008 svällde Riksbankens balansräkning från omkring 200 miljarder till omkring 700 miljarder kronor på grund av stödet till banksektorn. Av storbankerna klarade sig Handelsbankerna bäst under krisåren, medan Swedbank som satsat hårt på Baltikum redovisade de största förlusterna.

## RIX-systemet
Huvudartikel: RIX (betalningssystem)
RIX, Riksbankens system för överföring av kontoförda pengar, vilket liknats vid ett system med digitala kontanter, är kärnan i det svenska betalningssystemet. Enligt Riksbanken slussas samtliga transaktioner mellan svenska banker, clearingorganisationer och Riksgälden genom RIX och omsättningen är dagligen omkring en sjättedel av Sveriges BNP. Omkring 25 banker, inklusive några utländska, har egna konton i RIX. De banker som inte har egna konton kan oftast använda sig av RIX genom ombud. 

### Storbankerna
Nordea, SEB, Handelsbanken och Swedbank, var och en med 7-9000 anställda i Sverige, har en särställning i det svenska banksystemet. Förutom det faktum att de rent storleks- och omsättningsmässigt är klart större än övriga aktörer så har de också en implicit garanti från staten, även känt som "too big to fail" (för stor för att misslyckas), vilket enligt Riksbanken gör att de kan få billigare finansiering än vad som annars skulle ha varit fallet. Likt ett antal andra större bank- och finansaktörer har de också tillgång till digitala kontanter, "centralbankspengar", på RIX, Riksbankens system för överföring av kontoförda pengar. 
Med hjälp av centralbankspengarna på RIX kan storbankerna (och ett antal andra aktörer) förflytta sina skulder till kontoägare mellan sig då dessa gör överföringar mellan olika banker, det vill säga gör betalningar. Centralbankspengarna finns endast på centralbanken och är primärt till för de stora bankaktörerna. Privatpersoner kan inte komma åt dessa digitala kontanter och småbankerna kan i regel inte komma åt dem annat än genom ombud. 
Det som händer då en privatperson (A) köper något av (B) vilket innebär en transaktion från A:s storbank till B:s storbank är att beloppet på A:s konto minskar (A-bankens skuld till A minskar) samtidigt som beloppet på B:s konto ökar (B-bankens skuld till B ökar). Som kompensation för detta görs parallellt en motsvarande överföring av centralbankspengar från A-banken till B-banken. Med andra ord kan man säga att det är bankernas skulder till kontoinnehavarna som utgör merparten av penningmängden. Men med tillägget att centralbankspengar används vid förflyttning av dessa "skuldpengar" (eller bankpengar) då överföringen sker från en storbank till en annan. Bankens skuld till A används alltså för att betala B genom att överföra centralbankspengar och det uppstår en skuld från B:s bank till B, som B i sin tur kan använda som betalning i något annat sammanhang.

### Övriga banker i RIX
Förutom de fyra storbankerna, SBAB och Riksbanken självt, är följande banker och andra institut medlemmar i RIX: Bankgirocentralen (BGC), Citibank, CLS Bank, Crédit Agricole, Danske Bank, DnB NOR Bank, EMCF, Euroclear Sweden, Fortis Bank SA/NV, JP Kommuninvest, Landshypotek AB, Länsförsäkringar, NASDAQ OMX, Nordnet Bank, Nykredit Bank A/S, Riksbanken, Riksgälden, Royal Bank of Scotland, Skandiabanken och Ålandsbanken. Deutsche Bank AG, Svensk Exportkredit, Morgan Chase och UBS AG är inte medlemmar men nämns ändå på Riksbankens RIX-deltagarlista. I övrigt kan också noteras att flertalet av de utländska bankerna på listan har London som motpart..

### Banker utanför RIX
Ett flertal banker i Sverige står utanför RIX, däribland många lokala sparbanker och de två medlemsägda bankerna, JAK-banken och Ekobanken. Vissa av storbankerna som deltar i RIX agerar dock som ombud för mindre banker som ej har tillträde till RIX. Dessa mindre banker har då avtal med och konto hos den RIX-deltagande banken, vilka administrerar överföringar å dennes räkning.

### Tier 1 och Tier 2
Utanför de digitala kontanterna i RIX-systemets kärna finns ytterligare två lager, Tier 1 och Tier 2, vilka likt de digitala kontanterna också ingår i kapitalbasen och beskrivs i Basel III. Dessa lager utgörs till största delen av sammansatta skulder ur kreditstocken, vilka bankerna ger varandra som pant när de lånar centralbankspengar av varandra. Dessa sammansatta skulder, där privatpersoners bostadslån är en vanlig delkomponent, kallas därför ofta för bostadsobligationer. Tier 1 och Tier 2 kan ses som ett säkerhetssystem för bankerna, så att risken för att de får slut på centralbankspengar minimeras. Dylika bostadsobligationer har dock en viss löptid så efter en tid måste den utgivande banken, som var i behov av extra centralbankspengar, köpa tillbaks obligationen samt ge den andra banken ränta.

### Överföring mellan banker
Bankerna har separata bankpengar som bara accepteras rakt av vid överföringar inom den egna banken. Vid överföring av bankpengar från en bank till en annan, till exempel på grund av något köp, krävs en parallell överföring av digitala pengar. Detta eftersom bankpengar, kontopengar, insättningar, ur bankens perspektiv är den skuld som de har till kontoinnehavaren. Banker vill inte ta över andra bankers skulder om de inte får kompensation, och den kompensationen är att de i samma veva också får digitala pengar till samma belopp.

## Regelverk och tillsyn
Finansinspektionen har det direkta ansvaret för att bankmarknadens aktörer följer tillämpliga regelverk medan Riksbanken har ett mer övergripande ansvar för det finansiella systemets stabilitet. I lagrummet är det främst Lagen om bank- och finansieringsrörelse som styr bankernas verksamhet. Lagen anger bl.a. vad som krävs för att få tillstånd att bedriva bankrörelse, vilken verksamhet som får bedrivas, kreditprövning, regler om tillsyn och sanktioner etc. Andra lagar som i mångt och mycket påverkar bankernas verksamhet är Kapitaltäckningslagen, Konsumentkreditlagen, Betaltjänstlagen, Insättningsgarantilagen, Penningtvättslagen m.fl.

### Basel III
Baselkommittén är den övergripande institutionen för bankreglering i världen. De första Baselackorden, Basel I och Basel II, kan ses mot bakgrund av de finansiella kriserna under 1980-tal och 1990-tal, och kraven på hårdare reglering, striktare kapitaltäckningskrav och bättre transparens. Det nuvarande regelverket, Basel III, har arbetats fram under intryck av de senaste årens finanskriser och syftar till att minska risken för fler bankkriser. I korthet innehåller Basel III hårdare kapitalkrav och likviditetskrav i banksektorn i syfte att minska risken för nya bankkriser och för att risker skall kunna absorberas. Kapitalkraven är minimikrav för hur mycket kapital av olika slag som bankerna måste hålla. Bankkapitalet består av kapitalbasen, vilken delas in i Tier 1-kapital och Tier 2-kapital. Tier 1-kapital skall huvudsakligen bestå av så kallat "kärnprimärkapital", aktiekapital och innehållna vinstmedel, vilket enligt Riksbanken är det som har bäst förmåga att täcka förluster. Tier 2-kapitalet tillåts vara av sämre kvalitet, men får endast utgöra en mindre del av den totala kapitalbasen. De nya reglerna skall fasas in gradvis. Kapitalkraven införs gradvis 2013-2019 och likviditetskraven skall fasas in 2015-2019.

## Debatt och studier

### Riksbanken och finansinspektionen
Riksbanken framhåller att Sveriges banksystem är stort i förhållande till ekonomin och att det domineras av de fyra storbankerna. Dessa storbanker är för närvarande (2012) finansiellt starka, men om eurokrisen förvärras kan detta ändras. Bankerna påverkas av den globala konjunkturen men de har också stora exponeringar gentemot varandra, i synnerhet genom interbanklån och innehav av varandras obligationer. Om någon av storbankerna får problem är spridningsrisken till övriga storbanker därför stor. Mot bakgrund av detta rekommenderas högre kapitaltäckningskrav för storbankerna än vad som Basel III-regelverket anger som krav. Riksbanken betonar också vikten av tillräcklig mängd kärnprimärkapital, likviditetsbuffertar, förbättrad transparens och att fokus i högre grad bör läggas på att minimera systemrisker. Stefan Ingves, riksbankschef, såg banksystemet som en länk mellan sparande och investeringar, men också ett riskfördelningssystem och ett system som tillhandahåller betalningsmedel. I ett föredrag om banker och finanskriser framhöll han att banker inte är som vanliga företag. För sin funktion är de beroende av förtroende, eftersom bankrusningar annars kan uppstå. Företag kan tillåtas att gå i konkurs, medan det är svårt att låta banker gå i konkurs, åtminstone stora banker, eftersom konsekvenserna då skulle bli enorma. I ett uppmärksammat inlägg från 2009 beskrev han att bankerna då bara behövde 2800 kr för att kunna skapa ett bostadslån på en miljon kronor, en andel eget kapital som han menade var alltför låg. Ingves har också varnat för de höga bostadsskulderna och öppnat för myndighetskrav på amortering av bostadslån. Finansinspektionen menade också 2012 att svenska banker var välkapitaliserade, men att de trots detta hotas om skuldkrisen i Europa förvärras. Amorteringskrav återinfördes 2016 och skärptes 2018.

### Politiker och övriga debattörer
Anders Borg har uttryckt oro över det statsfinansiella läget och menar att den finansiella sektorns risktagande och överutlåning är ett stort problem, vid sidan om problemet med höga privatskulder. Om tio år ser han framför sig en helt helt ny finanssektor som är hårdare reglerad och där tillsynen också skärpts. Den före detta finansministern är positiv till högre kapitaltäckningskrav, i synnerhet i Sverige, liksom stabilitetsavgifter och tillhörande stabilitetsfonder. Däremot är han skeptisk eller negativ till finansiell transaktionsskatt.
Ulla Andersson och Jonas Sjöstedt (V) förordar bankdelning, det vill säga att bankerna delas upp i två delar så att värdepappershandeln (ofta kallad för "spekulation") skiljs från kreditgivning till allmänhet och företag. Även Miljöpartiet har under senare tid tagit ställning för detta och både Miljöpartiet och Vänsterpartiet, liksom Socialdemokraterna, är positiva till finansiell transaktionsskatt.
Liberalerna har framhållit hur intimt sammankopplade världens finansmarknader är, att bankproblem och finansiell oro lätt sprider sig över nationsgränserna. Mot bakgrund av detta är de positiva till europeisk banktillsyn liksom europeisk bankunion. Moderaterna genom Fredrik Reinfeldt har dock uttryck skepsis för bankunionen.. 
Andreas Cervenka, krönikör på Svenska Dagbladet, har framhållit det symbiotiska förhållandet mellan staten och bankerna, vilket grundar sig på att det är bankerna som skapar pengarna och att ekonomin imploderar utan pengar. Under Framtidsveckan i Alingsås 2013 sade han att det som hänt under senare år är att staterna räddat bankerna, men nu har staterna problem och försöker rädda varandra. Men problemet är att den totala skulden är så stor och att vi har ett system som bygger på ständig kreditexpansion. Han framhöll också att de svenska bankerna har 12000 miljarder i skulder men att endast fem procent av detta är aktieägarnas kapital, vilket är ett gigantiskt problem eftersom aktieägarna riskerar fem procent vid bankkonkurs, men stat och skattebetalare riskerar 95 procent.

### Studier
Demoskop har på uppdrag av Länsförsäkringar undersökt svenskarnas attityder till banksektorn. Förtroendet är lågt och trenden negativ enligt studien, och som skäl framhålls bland annat följande: Uppfattningen att bankerna är giriga och skor sig på allmänheten, att de tjänar orimligt mycket och överkompenserar sina chefer, samt att det mycket låga förtroendet för internationella storbanker också smittar av sig på de svenska bankerna. Allmänheten ser bankerna som samhällsviktiga men menar att de inte tagit sitt ansvar. Specifik kritik riktas mot de ekonomiska villkor som bankerna erbjuder, räntor och lånevillkor med mera, liksom även bristen på tydlighet. Dessutom finns, åtminstone hos delar av allmänheten, en kritik mot bankerna som vinstdrivna företag. Rikard Josefson, Länsförsäkringar, har i en DN-artikel kommenterat studien och framhållit vikten av återställt förtroende. Bland annat menar han att Svenskt Näringsliv borde ta tag i vinstfrågan och att bankerna bör verka för mer transparens och tydlighet.